# 莉希亞·朱蓮科
莉希亞·朱蓮科（英語：Lesia Tsurenko，1989年5月30日—）是乌克兰职业网球女运动员，2006年轉職業。她的WTA生涯最高單打排名為第29（2017年7月17日）。她原本获得2016年里约奥运参赛资格，但最终在开赛前夕以健康原因放弃参赛。

## 外部連結
- 莉希亞·朱蓮科的国际女子网球协会官方資料（英文）
- 莉希亞·朱蓮科的國際網球總會 職業／青少年 官方資料（英文）
- Fed Cup - Player profile - Lesia Tsurenko (UKR) （页面存档备份，存于）